# Michaeloplia pauliani
Michaeloplia pauliani är en skalbaggsart som beskrevs av Marc Lacroix 1997. Michaeloplia pauliani ingår i släktet Michaeloplia och familjen Melolonthidae. Inga underarter finns listade i Catalogue of Life.